# Вокзал Кёльн
Кёльнский вокзал (нем. Köln Hauptbahnhof) — главный железнодорожный вокзал в городе Кёльне — крупнейшем городе федеральной земли Северный Рейн-Вестфалия. Здание вокзала расположено на площади Bahnhofsvorplatz в непосредственной близости к Кёльнскому собору. Восточный выезд с вокзала выходит на железнодорожный мост через Рейн — мост Гогенцоллернов. Кёльнский вокзал является самым оживлённым вокзалом Северного Рейна-Вестфалии. Ежедневно кёльнсский вокзал отправляет до 280 000 пассажиров, что является пятым показателем в Германии (после Гамбурга, Мюнхена, Франкфурта-на-Майне и Берлина). По немецкой системе классификации вокзал Кёльна принадлежит категории 1, что относит его к числу 20 главных вокзалов страны. Кёльн — это один из узловых пунктов европейского дальнего железнодорожного сообщения, для чего наряду с кёльнским вокзалом на противоположном берегу Рейна находится ещё один вокзал категории 1 — Кёльн–Мессе/Дойц.

## История

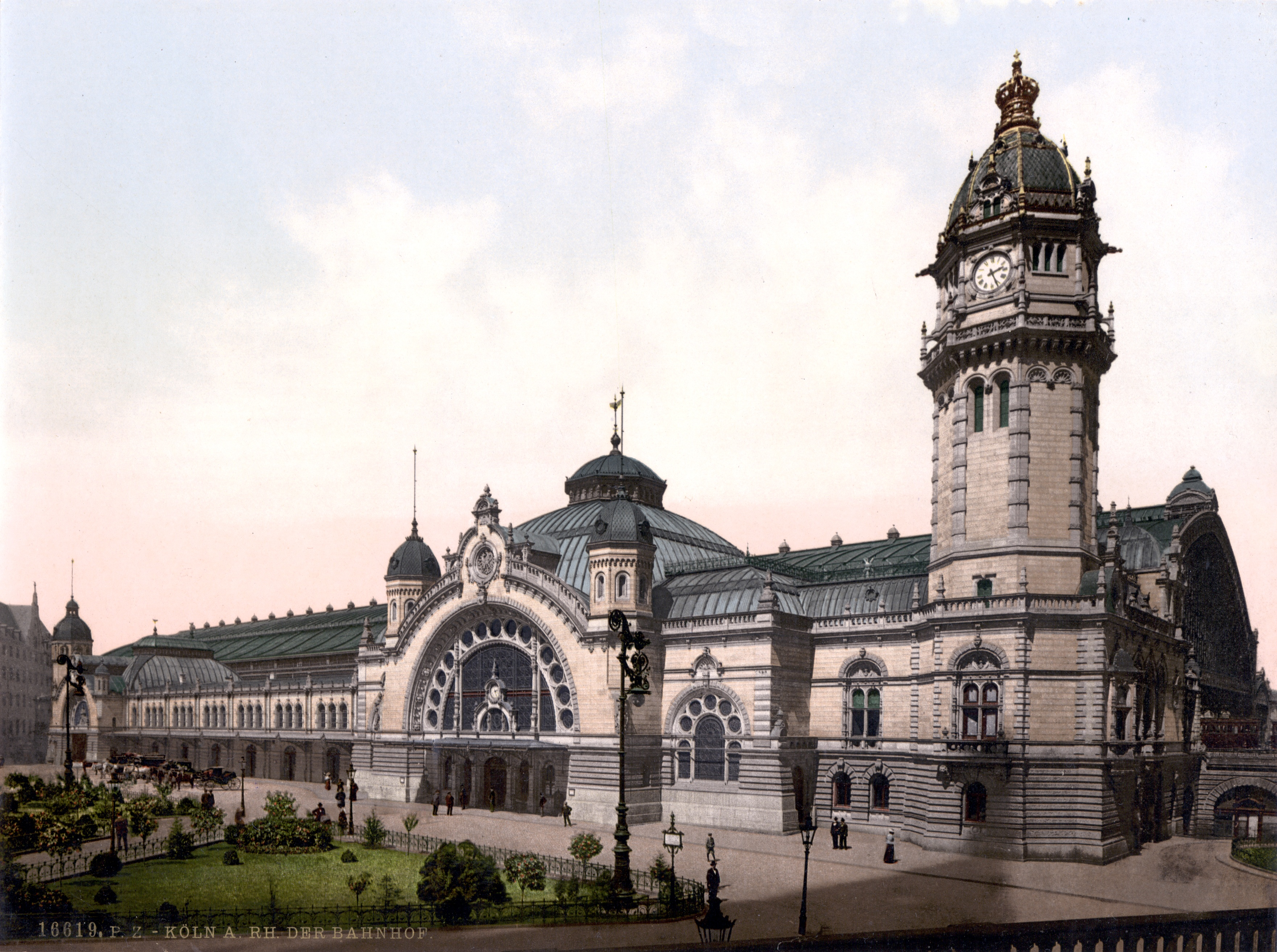
Вокзал в 1900 году

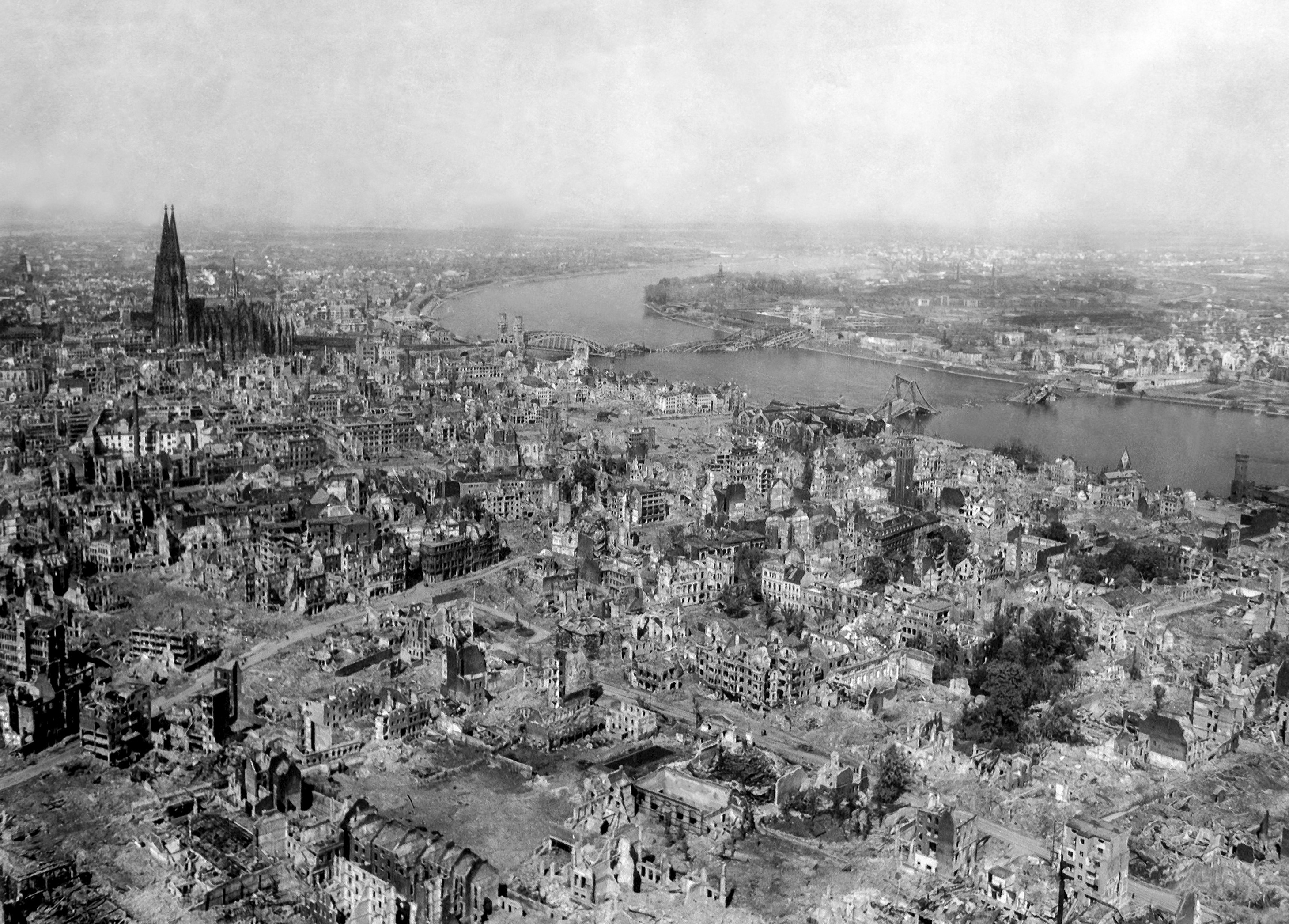
Кёльн в 1945 году

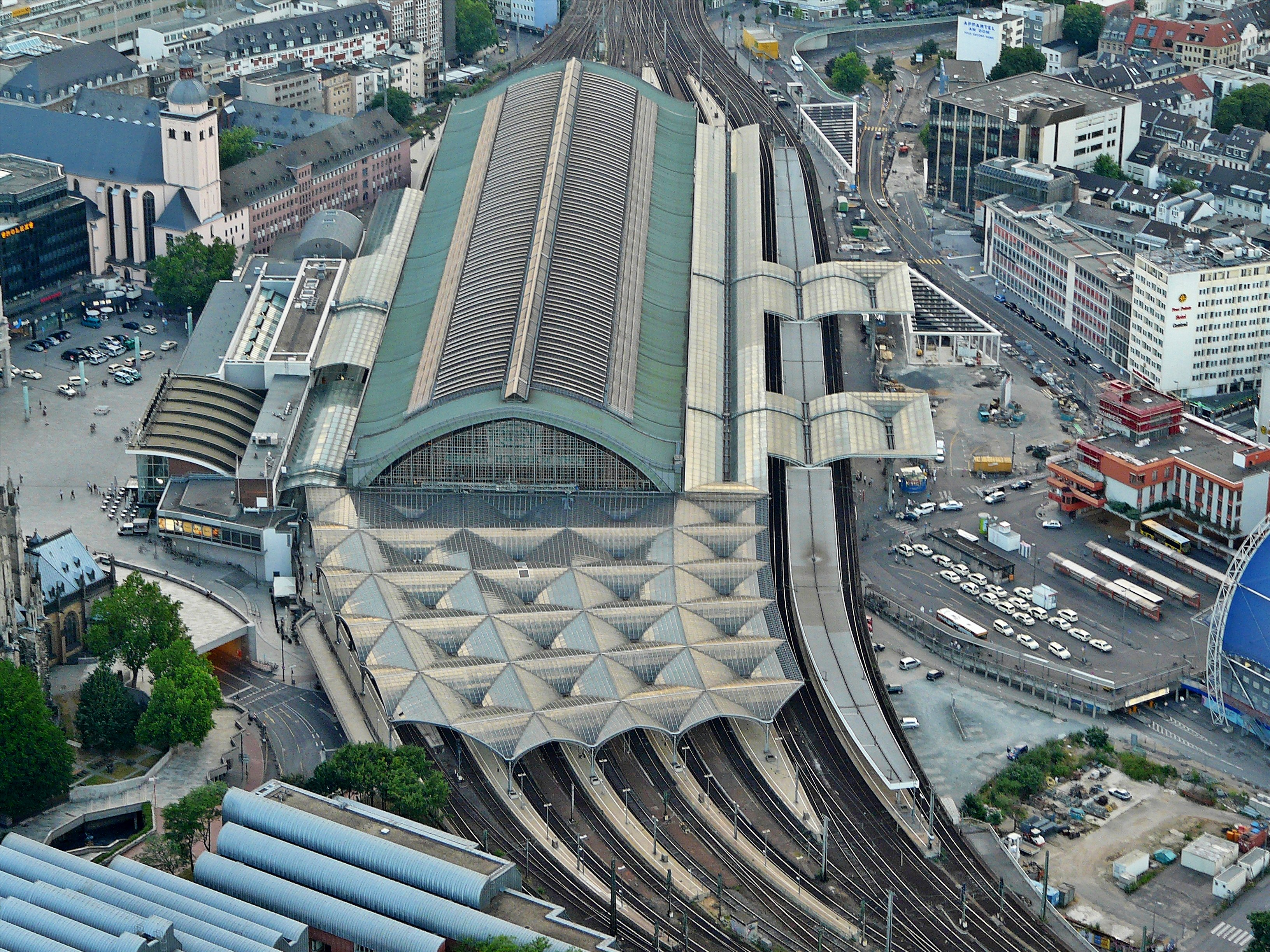
Вид на вокзал с колокольни Кёльнского собора

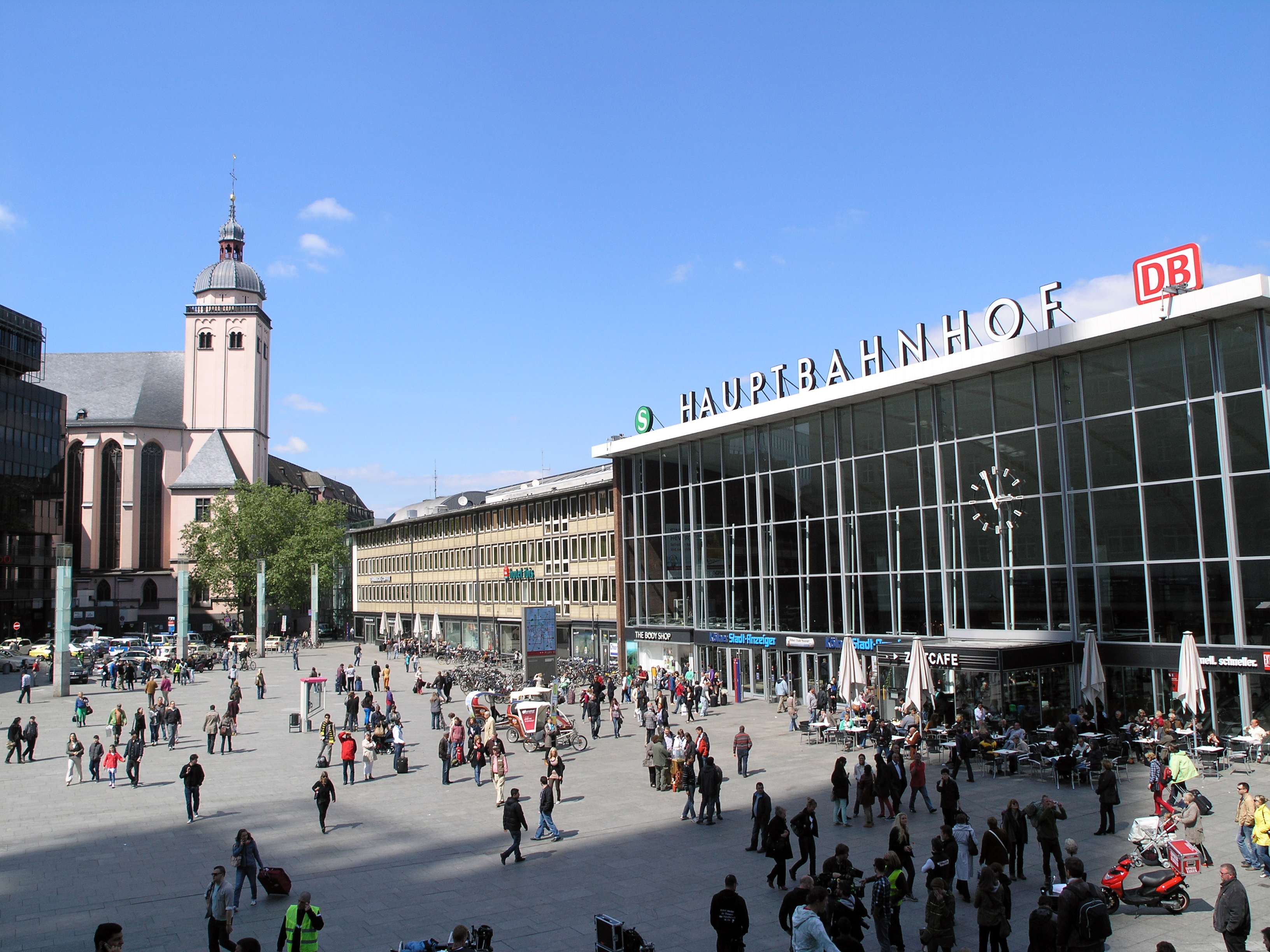
Вид на вокзал со стороны Кёльнского собора

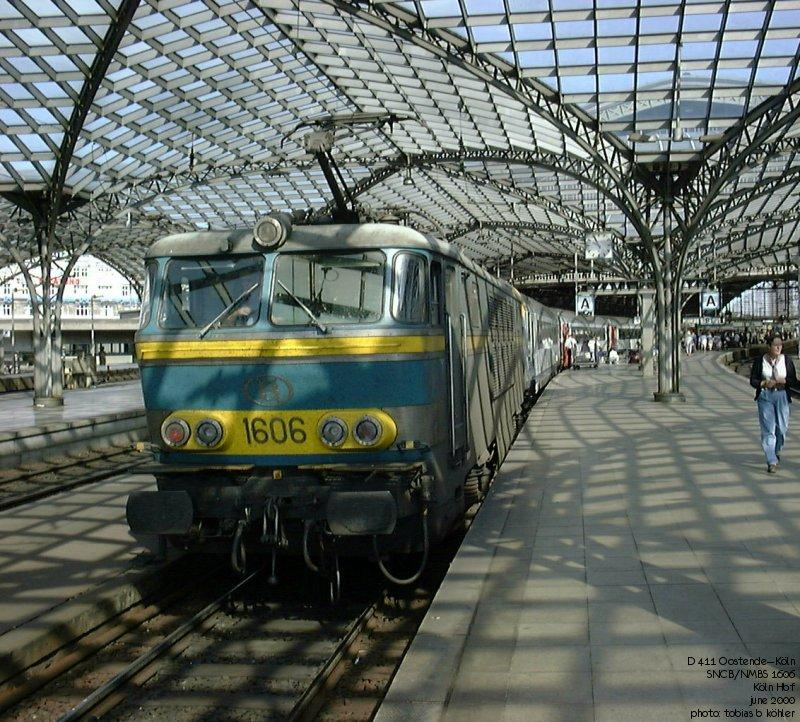
На перроне кёльнского вокзала

В 1850 году в Кёльне существовало 5 вокзалов, которые принадлежали различным железнодорожным компаниям — Бонн-Кёльнская компания (BCE), Кёльн-Крефельдская компания (CCE), Рейнская компания (RhE), Бранденбургская компания (BME) и Кёльн-Минденская компания (CME).

Необходимость объединения лево-рейнского и право-рейнского железнодорожного движения привела к тому, что было принято решение о строительстве центрального железнодорожного вокзала, для чего в 1857 году городской совет выделил территорию, ранее принадлежавшую университетскому ботаническому саду. Строительство началось в том же году по проекту архитектора Германа Отто фон Пфлауме. Заказчиком выступили совместно компании RhE и BCE. Для связи двух берегов Рейна в 1859 году одновременно с вокзалом был сдан в эксплуатацию т. н. Соборный мост.

Центральный вокзал быстро исчерпал свои мощности, но строительству нового вокзала препятствовала владевшая существующим вокзалом компания RhE, не желавшая усиления своих конкурентов. Поэтому возможность строительства нового вокзала возникла только после национализации частных железнодорожных компаний и объединения их в единую сеть железных дорог Пруссии в 1880 году.

При проектировании нового вокзала рассматривалось два варианта: строительства нового вокзала на месте старого центрального вокзала или же строительство на совершенно новом месте. Несмотря на то, что правительство в Берлине настаивало на первом варианте 9 января 1883 года муниципалитет Кёльна принимает решение о строительстве вокзала на новом месте. Место для строительство было выбрано берлинским инженером Грюттефином рядом с Кёльнским собором. Проект вокзала выполнил ахенский архитектор Георг Френцен. Это было огромное двухэтажное здание длиной 255 м с большим крытым перроном. Строительные работы начались в 1889 году, а завершены были пять лет спустя. 
Строительство нового вокзала привело к необходимости реструктуризации всего железнодорожного сообщения в Кёльне, которая была выполнена в 1905—1911 годах. В 1907 году не справлявшийся с возросшей интенсивностью движения Соборный мост был снесён, а вместо него в 1911 году был запущен мост Гогенцоллернов.

Во время 262 бомбардировок британской авиации в ходе второй мировой войны, главная из которых состоялась 30-31 мая 1942 года, здание вокзала, как и весь Кёльн, было практически полностью разрушено.

Сразу после войны решался вопрос о переносе главного вокзала на территорию товарной станции Gereon, там где сейчас находится de:Mediapark, но в конечном итоге было принято решение о восстановлении старого вокзала. Однако здание вокзала восстановлению не подлежало, поэтому первой очередью в 1953 году было построено современное здание с багажным отделением и отелем, а два года спустя были снесены остатки старого вокзала. 23 сентября 1957 года открылся новый крытый перрон проекта архитектора Шмидта.

При создании системы городской электрички региона Рейн-Рур в 1975 году количество колей на вокзале было увеличено на два, а в 1989 году еще на два и достигла современных одиннадцати путей.

29 марта 2000 года обновлённый вокзал открылся после почти трёхлетней реконструкции, стоимость которой составила 200 млн. марок. После реконструкции вокзал обзавёлся первой в Европе полностью автоматизированной камерой хранения. Также при реконструкции были созданы 11500 м² торговых площадей, на которых работают свыше 700 сотрудников.

31 мая 2010 года ландтаг Северного Рейна-Вестфалии принял решение об очередной модернизации и расширении кёльнского вокзала. Стоимость работ по модернизации, которая должна завершиться к 2019 году, составит 60 млн. евро. Работы начнутся в конце 2012 года с перестройки пути № 1, по которому с 2013 года должны отправляться поезда ICE в Лондон.

## Движение поездов по станции Кёльн

### ICиICE
| Линия     | Маршрут | Маршрут |
| --------- | --- | --- |
| ICE 10    | Берлин (Восточный вокзал) — Ганновер — Билефельд — Хамм — | Дортмунд — Эссен — Дуйсбург — Аэропорт (Дюссельдорф) — Дюссельдорф — Кёльн–Мессе/Дойц — Кёльн — Аэропорт Кёльн/Бонн                                                                        |
| ICE 10    | Берлин (Восточный вокзал) — Ганновер — Билефельд — Хамм — | Хаген — Вупперталь — Кёльн–Мессе/Дойц — Кёльн — Бонн — Кобленц — Трир |
| IC 30     | Вестерланд — Гамбург — Мюнстер — Дортмунд — Эссен — Дуйсбург — Дюссельдорф — Кёльн — Бонн — Майнц — Мангейм — Карлсруэ                                                                     | Вестерланд — Гамбург — Мюнстер — Дортмунд — Эссен — Дуйсбург — Дюссельдорф — Кёльн — Бонн — Майнц — Мангейм — Карлсруэ                                                                     |
| IC(EC) 31 | Киль — Гамбург — Мюнстер — Дортмунд — Вупперталь — Золинген — Кёльн — Бонн — Майнц — Франкфурт-на-Майне — Вюрцбург — Нюрнберг — Пассау — Вена                                              | Киль — Гамбург — Мюнстер — Дортмунд — Вупперталь — Золинген — Кёльн — Бонн — Майнц — Франкфурт-на-Майне — Вюрцбург — Нюрнберг — Пассау — Вена                                              |
| IC 32     | Берлин-Зюдкройц — Берлин — Берлин-Шпандау — Вольфсбург — Ганновер — Билефельд — Дортмунд — Эссен — Дуйсбург — Дюссельдорф — Кёльн — Бонн — Майнц — Мангейм — Хайдельберг — Штутгарт — Ульм | Берлин-Зюдкройц — Берлин — Берлин-Шпандау — Вольфсбург — Ганновер — Билефельд — Дортмунд — Эссен — Дуйсбург — Дюссельдорф — Кёльн — Бонн — Майнц — Мангейм — Хайдельберг — Штутгарт — Ульм |
| IC 35     | Лер — Мюнстер — Реклингхаузен — Ванне-Айкель — Гельзенкирхен — Оберхаузен — Дуйсбург — Аэропорт (Дюссельдорф) — Дюссельдорф — Кёльн — Бонн — Кобленц — Трир — Люксембург                   | Лер — Мюнстер — Реклингхаузен — Ванне-Айкель — Гельзенкирхен — Оберхаузен — Дуйсбург — Аэропорт (Дюссельдорф) — Дюссельдорф — Кёльн — Бонн — Кобленц — Трир — Люксембург                   |
| ICE 42    | Дортмунд — Эссен — Дуйсбург — Дюссельдорф — Кёльн — Зигбург — Аэропорт Франкфурт-на-Майне — Мангейм — Штутгарт — Мюнхен                                                                    | Дортмунд — Эссен — Дуйсбург — Дюссельдорф — Кёльн — Зигбург — Аэропорт Франкфурт-на-Майне — Мангейм — Штутгарт — Мюнхен                                                                    |
| ICE 43    | Дортмунд — Вупперталь — Золинген — Кёльн — Зигбург — Аэропорт Франкфурт-на-Майне — Мангейм — Карлсруэ — Базель                                                                             | Дортмунд — Вупперталь — Золинген — Кёльн — Зигбург — Аэропорт Франкфурт-на-Майне — Мангейм — Карлсруэ — Базель                                                                             |
| ICE 45    | Кёльн — Аэропорт Кёльн/Бонн — Монтабаур — Лимбург — Висбаден — Майнц — Дармштадт | Кёльн — Аэропорт Кёльн/Бонн — Монтабаур — Лимбург — Висбаден — Майнц — Дармштадт |
| ICE 49    | Кёльн — Аэропорт Кёльн/Бонн — Зигбург — Монтабаур — Лимбург — Аэропорт Франкфурт-на-Майне — Франкфурт-на-Майне                                                                             | Кёльн — Аэропорт Кёльн/Бонн — Зигбург — Монтабаур — Лимбург — Аэропорт Франкфурт-на-Майне — Франкфурт-на-Майне                                                                             |
| IC 55     | Лейпциг — Галле — Магдебург — Ганновер — Билефельд — Хамм — Дортмунд — Вупперталь — Золинген — Кёльн                                                                                       | Лейпциг — Галле — Магдебург — Ганновер — Билефельд — Хамм — Дортмунд — Вупперталь — Золинген — Кёльн                                                                                       |
| ICE 78    | Амстердам — Арнем — Оберхаузен — Дуйсбург — Дюссельдорф — Кёльн–Мессе/Дойц — Кёльн — Аэропорт Франкфурт-на-Майне — Франкфурт-на-Майне — Базель                                             | Амстердам — Арнем — Оберхаузен — Дуйсбург — Дюссельдорф — Кёльн–Мессе/Дойц — Кёльн — Аэропорт Франкфурт-на-Майне — Франкфурт-на-Майне — Базель                                             |
| ICE 79    | Брюссель — Ахен — Кёльн — Аэропорт Франкфурт-на-Майне — Франкфурт-на-Майне | Брюссель — Ахен — Кёльн — Аэропорт Франкфурт-на-Майне — Франкфурт-на-Майне |
| ICE 80    | Париж (Северный вокзал) — Брюссель — Льеж — Ахен — Кёльн — Дюссельдорф — Дуйсбург — Эссен                                                                                                  | Париж (Северный вокзал) — Брюссель — Льеж — Ахен — Кёльн — Дюссельдорф — Дуйсбург — Эссен                                                                                                  |
| ICE 91    | Кёльн — Бонн — Кобленц — Майнц — Франкфурт-на-Майне — Ханау — Вюрцбург — Нюрнберг — Регенсбург — Пассау — Вена                                                                             | Кёльн — Бонн — Кобленц — Майнц — Франкфурт-на-Майне — Ханау — Вюрцбург — Нюрнберг — Регенсбург — Пассау — Вена                                                                             |

### RE,RBиS-Bahn
| Линия  | Название                  | Маршрут |
| ------ | ------------------------- | --- |
| RE 1   | NRW-экспресс              | Падерборн — Зост — Хамм — Дортмунд — Бохум — Эссен — Мюльхайм-на-Руре — Дуйсбург — Аэропорт (Дюссельдорф) — Дюссельдорф — Кёльн–Мессе/Дойц — Кёльн — Ахен |
| RE 5   | Rhein-Express             | Эммерих-на-Рейне — Везель — Динслакен — Оберхаузен — Дуйсбург — Аэропорт (Дюссельдорф) — Дюссельдорф — Кёльн–Мессе/Дойц — Кёльн — Бонн — Кобленц          |
| RE 7   | Rhein-Münsterland-Express | Райне — Мюнстер — Хамм — Хаген — Вупперталь — Золинген — Кёльн–Мессе/Дойц — Кёльн — Нойс — Крефельд                                                       |
| RE 8   | Rhein-Erft-Express        | Неттеталь — Мёнхенгладбах — Гревенброх — Кёльн–Мессе/Дойц — Кёльн — Аэропорт Кёльн/Бонн — Тросдорф — Бонн — Линц-на-Рейне — Кобленц                       |
| RE 9   | Rhein-Sieg-Express        | Ахен — Дюрен — Кёльн — Кёльн–Мессе/Дойц — Тросдорф — Зигбург — Зиген                                                                                      |
| RE 12  | Eifel-Mosel-Express       | Кёльн–Мессе/Дойц — Кёльн — Ойскирхен — Герольштайн — Трир                                                                                                 |
| RE 22  | Eifel-Express             | Кёльн–Мессе/Дойц — Кёльн — Ойскирхен — Герольштайн |
| RB 24  | Eifel-Bahn                | Кёльн-Мессе/Дойц — Кёльн — Ойскирхен — Герольштайн |
| RB 25  | Oberbergische Bahn        | Кёльн — Кёльн–Мессе/Дойц — Оверат — Гуммерсбах — Мариенхайде (Дизельное сообщение)                                                                        |
| MRB 26 | MittelrheinBahn           | Кёльн-Мессе/Дойц — Кёльн — Бонн — Кобленц — Майнц |
| RB 27  | Rhein-Erft-Bahn           | Мёнхенгладбах — Гревенброх — Кёльн–Мессе/Дойц — Кёльн — Тросдорф — Бонн — Линц-на-Рейне — Кобленц                                                         |
| RB 35  | Der Weseler               | Кёльн — Дюссельдорф — Аэропорт (Дюссельдорф) — Дуйсбург — Оберхаузен — Везель                                                                             |
| RB 38  | Erftbahn                  | Дюссельдорф — Нойс — Гревенброх — Бедбург — Бергхайм — Кёльн — Кёльн-Мессе/Дойц                                                                           |
| RB 48  | Rhein-Wupper-Bahn         | Вупперталь — Золинген — Кёльн–Мессе/Дойц — Кёльн — Бонн                                                                                                   |
| S6     | S-Bahn Rhein-Ruhr         | Эссен — Ратинген — Дюссельдорф — Лангенфельд — Кёльн–Мессе/Дойц — Кёльн                                                                                   |
| S11    | S-Bahn Rhein-Ruhr         | Аэропорт Дюссельдорф — Дюссельдорф — Нойс — Кёльн-Ниппес — Кёльн–Мессе/Дойц — Кёльн — Бергиш-Гладбах                                                      |
| S12    | S-Bahn Rhein-Ruhr         | Дюрен — Хоррем — Кёльн–Мессе/Дойц — Кёльн — Тросдорф — Зигбург — Ау-на-Зиге                                                                               |
| S13    | S-Bahn Rhein-Ruhr         | Хорем — Кёльн–Мессе/Дойц — Кёльн — Аэропорт Кёльн/Бонн — Тросдорф                                                                                         |